# Выборы главы города Абакана (2019)
Досрочные выборы главы Абакана состоялись 22 декабря 2019 года. Срок полномочий избранного мэра — 5 лет.
Победу одержал Алексей Лёмин, став преемником погибшего 14 октября Николая Булакина.

## Кандидаты
Городская избирательная комиссия зарегистрировала 4 кандидатов
| Выдвинутые кандидаты          | Выдвинутые кандидаты                                | Выдвинутые кандидаты | Выдвинутые кандидаты | Выдвинутые кандидаты                | Выдвинутые кандидаты |
| Кандидат                      | Деятельность/должность (на момент выдвижения)       | Субъект выдвижения   | Статус               | Дата подачи документов о выдвижении | Дата регистрации     |
| ----------------------------- | --------------------------------------------------- | -------------------- | -------------------- | ----------------------------------- | -------------------- |
| Лёмин Алексей Викторович      | Вице-мэр Абакана                                    | «Единая Россия»      | зарегистрирован      | 7 ноября                            | 28 ноября            |
| Молчанов Михаил Александрович | Координатор Хакасского регионального отделения ЛДПР | «ЛДПР»               | зарегистрирован      | 8 ноября                            | 18 ноября            |
| Аксёнов Иван                  | Директор ООО «Терра»                                | Самовыдвижение       | зарегистрирован      | —                                   | 28 ноября            |
| Василий Мельцер               | Замдиректора ООО «Управление механизации19»         | Самовыдвижение       | зарегистрирован      | —                                   | 28 ноября            |

## Результаты
| Место                       | Место                       | Кандидат                    | Партия                      | Голосов | %       |
| --------------------------- | --------------------------- | --------------------------- | --------------------------- | ------- | ------- |
|                             | 1.                          | Алексей Лёмин               | Единая Россия               | 26 691  | 87,16 % |
|                             | 2.                          | Михаил Молчанов             | ЛДПР                        | 1557    | 5,08 %  |
|                             | 3.                          | Аксёнов Иван                | Самовыдвижение              | 929     | 3,03 %  |
|                             | 4.                          | Василий Мельцер             | Самовыдвижение              | 804     | 2,63 %  |
| Действительных бюллетеней   | Действительных бюллетеней   | Действительных бюллетеней   | Действительных бюллетеней   | 29 981  | 97,9 %  |
| Недействительных бюллетеней | Недействительных бюллетеней | Недействительных бюллетеней | Недействительных бюллетеней | 665     | 2,1 %   |
| Всего                       | Всего                       | Всего                       | Всего                       | 30 646  | 100 %   |
|                             |                             |                             |                             |         |         |
| Явка                        | Явка                        | Явка                        | Явка                        | 30 646  | 26,6 %  |
| Общее число избирателей     | Общее число избирателей     | Общее число избирателей     | Общее число избирателей     | 129 843 |         |

Постановлением Территориальной избирательной комиссии города Абакана от 23 декабря 2019 года № 150/1727-4 досрочные выборы Главы города Абакана 22 декабря 2019 года признаны состоявшимися и действительными, Лемин Алексей Викторович признан избранным Главой города Абакана.